# Cahal Pech
Cahal Pech se situe au sud de la commune de San Ignacio (vallée supérieure de Belize), dans le District de Cayo. Le centre du site est perché sur la crête d’une colline à fort relief, sur la rive ouest de la rivière Macal. L'acropole centrale, en altitude, fournit une vue impressionnante sur les montagnes mayas au sud, et à la fois sur les vallées fertiles de la rivière Belize au nord-est.
Le centre du site consiste en quelque 34 structures aux dimensions respectables, mais le site inclut également quelques structures à vocation non domestique : quelques bâtiments du type « en long », deux jeux de balle et peut-être même un bain de vapeur.
Cahal Pech fournit les preuves archéologiques qu’elle est une des plus anciennes implantations mayas au Belize[réf. nécessaire]. Les données archéologiques trouvées in situ indiquent que les premiers occupants du lieu arrivèrent là vers 1200 à 1000 avant notre ère. Il y a tout lieu de penser que ces premiers occupants entrèrent dans la vallée de la rivière Belize à partir des hautes terres du Guatemala.[Interprétation personnelle ?]
Ce site faisait du commerce (jade et obsidienne du Guatemala central).